# Prostaglandine
Le prostaglandine sono acidi ciclopentanoici derivati dall'acido arachidonico, che rivestono un ruolo biologico importante come mediatori flogistici (mediatori dei processi derivanti dalle infiammazioni).

## Descrizione
Il loro nome deriva dal fatto che per la prima volta furono individuate nel liquido seminale e pertanto ritenute un prodotto di una ghiandola dell'apparato riproduttore maschile detta prostata. Ricerche successive rilevarono che la maggior parte delle prostaglandine presenti nel liquido seminale vengono sintetizzate in altre strutture, come le vescicole seminali. Dal momento della loro scoperta vennero individuati tanti tipi differenti di prostaglandine, tutti però derivati dall'acido arachidonico, quindi strutturalmente simili, ma con funzioni diverse, certe volte opposte.
Assieme ai leucotrieni, altri composti derivati dall'acido arachidonico, sono indicati col termine di autacoidi od "ormoni ad azione localizzata". Nonostante questo differiscono dagli ormoni per parecchi aspetti:
- sono prodotte dalle membrane cellulari di quasi tutti gli organi del corpo;
- i loro tessuti bersaglio sono solitamente gli stessi da cui vengono prodotte;
- producono un effetto marcato a concentrazioni molto più basse di quelle della maggior parte degli ormoni.

Le prostaglandine si formano velocemente, esercitano i loro effetti localmente e vengono successivamente degradate per via enzimatica o decadono spontaneamente. Il meccanismo di formazione delle prostaglandine è detto "via ciclossigenasica", dall'enzima principale, la ciclossigenasi. Quest'ultima agisce sugli acidi grassi e trasforma l'acido arachidonico nella prostaglandina endoperossido (PGG2) che, a sua volta, viene convertita in PGH2. Durante questo passaggio si forma un radicale libero dell'ossigeno.
La PGH2 viene trasformata enzimaticamente in tre prodotti:
- il trombossano A2, che si trova soprattutto nelle piastrine. Si tratta di un composto piuttosto instabile che provoca aggregazione piastrinica e vasocostrizione;
- la prostaciclina o PGI2, che si trova prevalentemente nella parete dei vasi (essendo formata dal contatto dell'endotelio del vaso con la PGG2, prodotta anch'essa dalle piastrine), ha effetti opposti a quelli del trombossano A2, inibendo l'aggregazione piastrinica e agendo da vasodilatatore;
- le prostaglandine PGD2, PGE2 e PGF2, che si riscontrano in varie zone dell'organismo e rappresentano i metaboliti più stabili; esercitano diverse azioni sul tono e sulla permeabilità vascolare.

L'inibizione della sintesi delle prostaglandine è il meccanismo d'azione di una classe di farmaci antiflogistici, antipiretici e analgesici molto diffusa: i FANS, a cui appartengono comuni farmaci da banco come l'ibuprofene e l'acido acetilsalicilico.